# Ezbekiyya

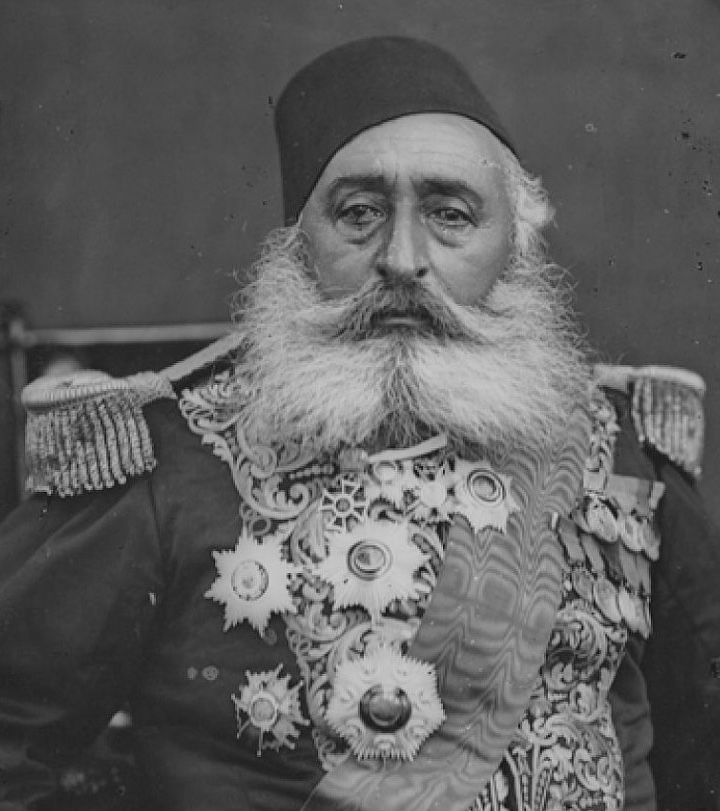
Ismāʿīl Pascià, Chedivè d'Egitto

Ezbekiyya (in arabo أزبكية‎?; anche detta al-Azbakiyya, Azbakia, El Azbakeya o Ezbakeya) è uno dei distretti del Cairo, collocato verso il centro della città, sulla riva orientale del Nilo, che ospita numerosi importanti edifici e strutture urbane. Uno di essi è la Cattedrale di San Marco (Ezbekiyya), che fu inaugurata nel 1800 da Papa Marco VIII di Alessandria d'Egitto e che servì da sede per i Papi copti del Cairo dal 1800 al 1971. 

Ezbekiyya è il posto in cui sorgeva anche il notissimo Teatro dell'Opera, andato distrutto in un grave incendio scoppiato nel 1970, malgrado la toponomastica cairota conservi ancora l'antico nome originario della piazza Mīdān Ōberā.

## Storia

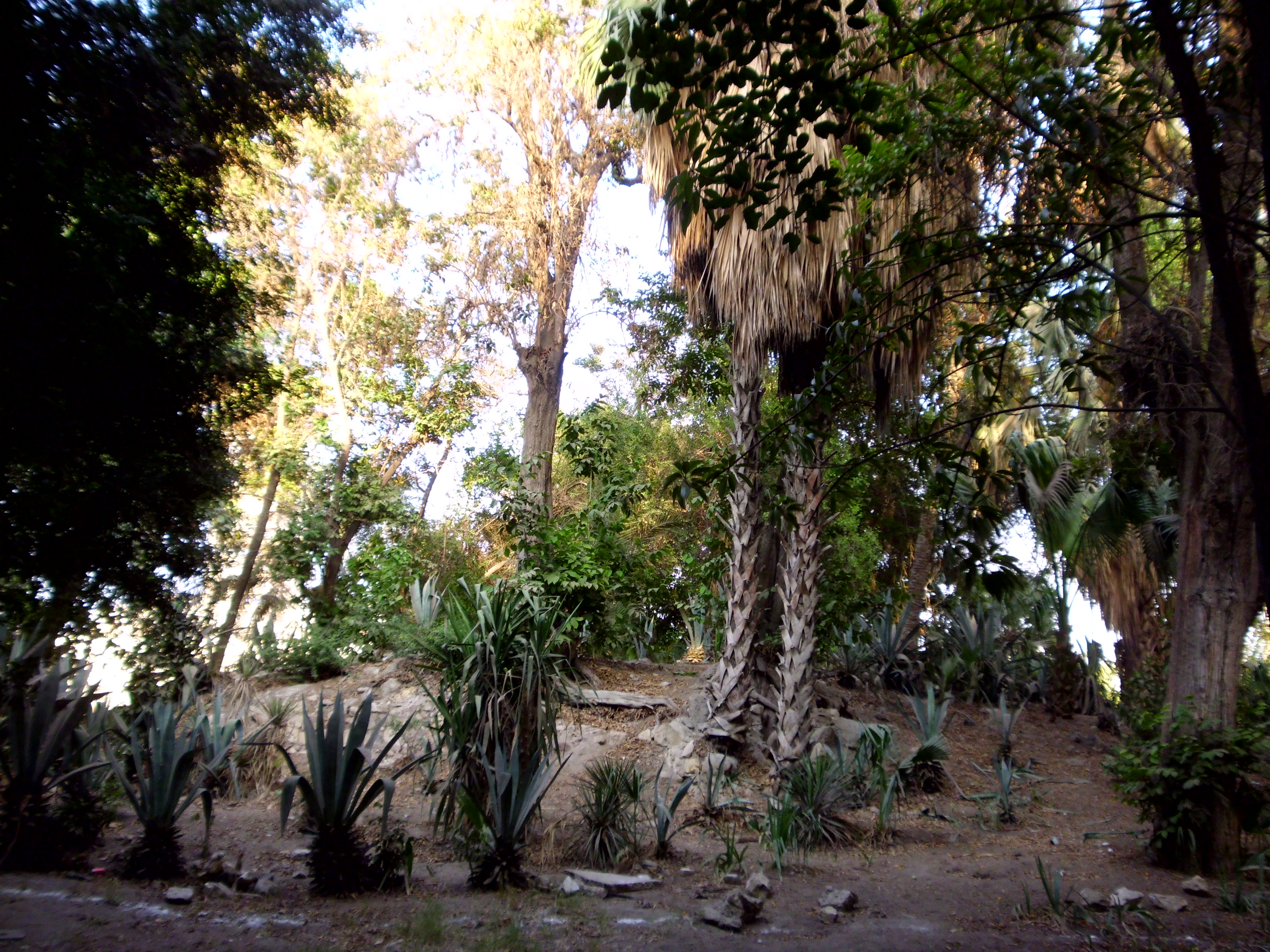
Scorcio dei giardini dell'Ezbekiyya.

Dall'epoca di Barquq, il primo Sultano mamelucco circasso (1285 - 1341) fu necessario ricostruire un gran numero di strutture palaziali all'interno delle mura fatimidi della città, per riparare i danni che si erano moltiplicati a causa dello spopolamento della città dovuto alla peste nera che aveva decimato anche il Vicino Oriente. Nel 1384, quando Barqūq eresse la madrasa intitolata a suo nome a Bayn al-Qasrayn, furono ricostruiti i mercati (suq, che tradizionalmente erano ospitati in strutture murarie abbastanza articolate), tra cui il Khan el-Khalili, oggi il più noto mercato turistico del Cairo.
Lo storico al-Maqrizi, nel suo Khiṭaṭ, (Strategie), ricordava come il cimitero settentrionale della città (l'attuale Qarafa), fondato dal sultano mamelucco al-Nāṣir Muḥammad, non contenesse edifici prima del suo terzo accesso al sultanato. Fu solo quando al-Nāṣir Muḥammad abbandonò nel 1320 l'area compresa tra il cimitero di Bab al-Nasr (Porta della Vittoria) e la collina del Muqattam, che un esiguo numero di costruzioni cominciò a essere edificato nella parte settentrionale del cimitero.
Sotto i sultani mamelucchi burji, il cimitero settentrionale divenne l'area nuova predestinata a indicare in che direzione dovesse avvenire l'espansione della città, non essendovi alcuna remora ideologica volta a contrastare la costruzione di edifici all'interno di aree cimiteriali. L'assenza di opposizione consentì l'edificazione di straordinari edifici religiosi, su scala monumentale, in questo zona della cimitero settentrionale.
Come esempio è possibile ricordare la Khanqa di al-Malik al-Nasir Zayn al-Din Faraj ibn Barquq  e le madrase di al-Ashraf Īnāl, Qurqumas, Barsbāy e Qaytbay.
Durante la prima metà del XV secolo, due trasformazioni importanti ebbero luogo al Cairo: il porto fluviale di Būlāq e il distretto urbano chiamato "al-Azbakiyya" nell'area nord-occidentale della città. I parametri fondamentali del Cairo rimasero immutati per i successivi tre secoli, come attestato dalla mappa fatta dalla spedizione napoleonica del 1798. Con la conquista operata dal Sultano mamelucco Baybars dell'isola di Cipro nel 1428, Būlāq divenne il principale porto del Cairo e tale rimarrà a lungo.
Il distretto di Ezbekiyya (al-Azbakiyya) fu sviluppato dall'emiro Azbak, uno dei signori ubbidienti al Sultano Qaytbay. Egli provvide alla costruzione di case ed egli stesso scelse il posto come sua residenza, scavando il canale chiamato Berkat al-Azbakiyya, alimentato dal canale occidentale creato da al-Nāṣir, detto al-Khalīj. Ne derivò una verdeggiante vegetazione dell'area e le classi abbienti cominciarono a edificarvi per questo motivo le loro abitazioni.

## Cairo nel XV secolo
Il termine Miṣr - che indica "Il Cairo" ma anche spesso "Egitto", per antonomasia - può dare la falsa impressione al lettore che "Il Cairo" sia un perfetto sinonimo di "Egitto" e che tutte le altre città egiziane non siano importanti o significative.  Meshullam Menahem scrisse nel 1481: “se fosse possibile mettere in uno stesso posto insieme le città di Roma, Milano, Padova e Firenze (tutte città italiane), esse non potrebbero raggiungere coi loro abitanti neppure la metà della popolazione del Cairo. 
Quando gli Arabi governarono l'Egitto, si presumeva che tutti i territori fosse proprietà del califfo, che distribuiva alcuni di essi tra i suoi comandanti militari e affidava il resto ai loro antichi proprietari in cambio del pagamento di un'imposta (jizya) che veniva pretesa dai non-musulmani. Dal periodo ayyubide, fu istituito il sistema dell'Iqṭāʿ, o concessione feudale, ed esso rimase funzionante anche nel successivo periodo mamelucco, in quanto costituiva uno dei più importanti voci degli introiti del Sultanato. 

Malgrado gli emiri mamelucchi possedessero ampi appezzamenti di terra agricola in varie parti dell'Egitto, essi non vi risiedevano. I Mamelucchi raramente si recavano in visita nei loro feudi per supervisionare i lavori e per raccoglierne le rendite.
La classe dei Mamelucchi non era una comunità nel senso weberiano del termine. Il Cairo era il centro dei commerci carovanieri, posta com'era sul punto d'intersezione tra le rotte che provenivano da oriente (o che vi si recavano) e quelle che provenivano da occidente (o vi si recavano). I mamelucchi preferivano risiedere al Cairo, godendo del potere economico che garantiva loro uno stile di vita più che agiato. Questi benefici economici potevano agevolare non poco il conseguimento del più alto gradi di potere (quello di Sultano) o i gradi di poco inferiori degli Emiri. Le cospirazioni, gli omicidi e gli imprigionamenti erano frequenti nella lotta per ascendere ai gradini più alti della gerarchia militare-amministrativa. 

Il Cairo, in quanto capitale del Sultanato, ospitava numerose istituzioni religiose, mercati forniti dei prodotti migliori che si potessero trovare nel Vicino Oriente, Hammam e strutture sanitarie eccellenti (basterebbe ricordare il Bimāristān al-Qalawūnī). 

Per assicurarsi il potere, i Mamelucchi dovevano esprimere sul campo di battaglia il coraggio più evidente e una capacità bellica senza sbavature. La città conobbe quindi un forte impulso edilizio e urbanistico e molti dei distretti urbani acquisirono il nome dei loro committenti. L'Emiro Azbak Tatākh al-Ẓāhirī costruì quindi una parte importante dell'area orientale, nel cosiddetto khalīj nel 1476 e alla zona fu dato di conseguenza il nome di al-Azbakiyya. Gamāl al-Dīn Yūsuf al-Ustadār costruì l'area della Rahbat bāb al-ʿīd e l'approvvigionò con l'acqua del Khalīj al-Nāṣirī, chiamata quindi al-Gamāliyya.

La competizione architettonica e urbanistica tra Emiri era molto forte, visto che l'edificazione di palazzi e l'organizzazione degli spazi urbani era il segno della loro ricchezze e potenza. Talvolta gli Emiri erano ammirati dalla popolazione più dei Sultani al cui servizio essi erano, com'è il caso dell'Emiro al-Qāḍī Yaḥyā al tempo del Sultano Jaqmaq (1438-1453).

## Storia moderna
Il Museo Egizio fu edificato dal governo egiziano nel 1835 nei pressi dei Giardini di Ezbekiyya. Il Museo abbastanza presto fu però trasferito a Bulaq nel 1858, dal momento che la sede originaria era diventata troppo piccola per contenere convenientemente tutti i manufatti.
Negli anni Cinquanta del XIX secolo, l'area fu rinnovata all'epoca di Isma'il Pascià, che aveva l'intenzione di costruire una Cairo moderna, più adatta al governo chediviale. Attualmente il noto Sūr el-Ezbekiyya (che significa "cinta di Ezbekiyya") è usato come mercato di libri usati, con una serie di botteghe che mettono in mostra per i clienti il loro materiale all'interno di un ampio spiazzo all'interno dei giardini di Ezbekiyya.
Nei giardini si svolgono mensilmente anche rappresentazioni musicali e in essi più volte si esibì la notissima cantante egiziana Umm Kulthum, particolarmente amata dagli egiziani.
Attualmente un parcheggio a due livelli per auto ha occupato una parte dello spazio originario.